# Crossocerus vagabundus
Crossocerus vagabundus är en stekelart som först beskrevs av Georg Wolfgang Franz Panzer 1798.  Crossocerus vagabundus ingår i släktet Crossocerus, och familjen Crabronidae. Arten är reproducerande i Sverige.